# Ancylotrypa coloniae
Ancylotrypa coloniae är en spindelart som först beskrevs av Pocock 1902.  Ancylotrypa coloniae ingår i släktet Ancylotrypa och familjen Cyrtaucheniidae. Inga underarter finns listade i Catalogue of Life.